# 抽豬母稅
抽豬母稅，又稱抽豬母租，是閩南人、臺灣人的一種傳統過繼母系習俗。
原指早期閩南舊習，農家將母豬借予佃農或他人飼養，直到母豬生小豬時，可取回部分的小豬，當作自己的報酬。「抽豬母稅」後成為一句婚姻的臺語術語，是指臺灣人早期的一種慣例：入贅的男子，約定由一個或多個兒子「從母姓」，為女方繼嗣，是為「抽豬母稅」。
有時，非入贅的男子，只是「女方無兄弟」、「女方兄弟無子」，有時甚至只是「女方家中需要較多男丁負責祭祖」等，也會有「抽豬母稅」的情況發生。

## 外部連結
- 獨家》36歲男被戶所強制「變姓」 悲訴不敢回家祭祖 （页面存档备份，存于）
- 抽豬母稅 3兄弟都是長子 （页面存档备份，存于）
- 「小娶」中的臺灣女性，談招婿、招夫